# Communauté indo-mauricienne
La communauté indo-mauricienne ou les indo-mauriciens désigne/désignent un groupe ethnique de Maurice d'origine indienne.
Ils représentent environ 68 % de la population de l'Île Maurice, où se côtoient différents groupes ethniques. La majorité est hindoue, représentant 47,9 % de la population du pays suivie de 32,3 % qui est catholique et une minorité de 18,2 % de la population est musulmane incluant les immigrants Bangladeshis. Le reste de la population est soit bouddhiste, taoïste, confucianiste ou athéiste.

## Composition
- Biharis
  - Bhojpuriyas
- Népalis
  - Madheshis
- Bengalis (Kolkata)
- Marathis (Mumbai)
- Tamouls (Chennai)
- Télugus (Hyderabad)
- Odias (Puri)
- Awadhis (Awadh)
- Gujaratis (Kutch & Surat)
- Rajasthanis (Rajputana)
- Pendjabis (Pendjab, Inde)
- Sindhis (Sindh, Pakistan)
- Malbars (Côte de Malabar)
- Chindiens (Chinois-Indiens)

## Personnalités
- Nathacha Appanah
- Sheila Bappoo
- Rashid Beebeejaun
- Basdeo Bissoondoyal
- Sookdeo Bissoondoyal
- Arvin Boolell
- Satcam Boolell
- Suella Braverman
- Vasant Bunwaree
- Angidi Chettiar
- Shirin Aumeeruddy-Cziffra
- Gaëtan Duval
- Alan Ganoo
- Anil Gayan
- Shenaz Patel
- Maya Hanoomanjee
- Sudhir Hazareesingh
- Anerood Jugnauth
- Pravind Jugnauth
- Abdool Razack Mohamed
- Ananda Devi Nirsimloo-Anenden
- Navin Ramgoolam
- Seewoosagur Ramgoolam
- Veerasamy Ringadoo
- Prithvirajsing Roopun
- Rama Sithanen
- Prisca Thevenot
- Vijaya Teelock
- Khal Torabully
- Cassam Uteem
- Dev Virahsawmy

- Parmi les personnalités indo-mauriciennes célèbres, on trouve Vikash Dhorasoo, l'ex footballeur international français ayant évolué au poste de milieu offensif de 1993 à 2007, également consultant dans plusieurs médias, joueur de poker, acteur, écrivain et homme politique. Ses parents étaient originaires de l'Île Maurice alors que ses grands-parents étaient originaires de l'Inde.
- Parmi d'autres personnalités indo-mauriciennes, on trouve aussi Hazel Keech, une actrice Indo-Britannique née à Essex en Angleterre. Elle est reconnue pour les films Harry Potter et la coupe de feu, Bodyguard et Maximum  pour la chanson Aa Ante Amalapuram. Son père est un blanc britannique chrétien tandis que sa mère est une indo-mauricienne hindoue avec une descendance bhojpuri de la région Bhojpur-Purvanchal en Bihar et Uttar Pradesh de l'Inde.